# Elektryczne Gitary
Електричні Гітари (пол. Elektryczne Gitary) — польський рок-гурт‚ створений 1990 року Рафалом Квасьневським (пол. Rafał Kwaśniewski)‚ Пйотром Лоєком (пол. Piotr Łojek)‚ Кубою Сенкевичем (пол. Kuba Sienkiewicz). Перший концерт гурт заграв разом з ударником Марком Канцлежем (пол. Marek Kanclerz) 10 березня 1990 року у варшавському клубі «Hybrydy».

## Історія
Гурт від початку грав переважно твори Куби Сенкевича. Крім того «черпав» з творчості таких артистів як Станіслав Сташевський (пол. Stanisław Staszewski)‚ Яцек Клеїф (пол. Jacek Kleyff)‚ Яцек Качмарський (пол. Jacek Kaczmarski) або ж Ян Кшиштоф Келюс (пол. Jan Krzysztof Kelus). Гурт, не зважаючи на непоказні мистецькі якості, став однією з найбільших зірок 90-х років XX століття.
1991 року група підписала контракт зі студією «Zic-Zac». В результаті з'явилася дебютна платівка «Велика радість» (Wielka Radość). Окрім відомих на польському радіо пісень «Jestem z miasta» («Я з міста») та «Włosy» («Волосся»), на тому диску з'явилося чимало нових пісень («Przewróciło się», «Koniec» («Кінець») тощо). На диску у двох піснях заграв Александер Корецький (пол. Aleksander Korecki)‚ котрий пов'язав своє життя з гуртом у 1996 році. Впродовж записування диску до колектива приєднався Томаш Ґроховальський (пол. Tomasz Grochowalski)‚ колишній учасник гурту «Closterkeller». Тоді ж перед записуванням дебютної платівки гурт покинув Марек Канцлеж (пол. Marek Kanclerz). На платівці його чути тільки в пісні «Волосся»‚ яку записували під час пробної сесії 1990 року. На концертах його заміняв новий ударник — Роберт Врона (Robert Wrona, помер 2003 року)‚ раніше він був рядях гурту «Immanuel».
1992 року з гурту йде Рафал Квасьневський. Пйотр Лоєк уже грає лише на клавішних‚ на бас-гітарі грає Томас Ґроховальський. У такому складі (Kuba Sienkiewicz‚ Piotr Lojek‚ Tomasz Grochowalski‚ Robert Wrona) група 1993 року записує платівку «A ty co». Від початку автори вирішили‚ що диск відрізнятиметься від дебютної «Wielka Radość». І дійсно‚ вона набагато бурхливіша за значно скупішу в звуці попередницю. Звучання видається значно суворішим‚ хоча й у піснях з'явилися клавішні соло. Власне‚ із того альбому ми маємо «Spokój grabarza», «Wyszków tonie», «Nie pij Piotrek», «Dylematy» і також відомий хіт «Dzieci».
Рік по тому‚ Роберт Врона вже не грає в Elektryczne Gitary‚ бо не зміг поєднати діяльність у банді з особистим життям. Його місце займає Ярослав Копець (пол. Jarosław Kopeć) із Warszawska Opera Kameralna. Гурт по-новому аранжує пісні‚ деякі з'являються на концертах у дещо інших‚ розбудованих текстах (Włosy, Koniec). 

У 1995 році «Гітари» видають черговий альбом — «Huśtawki» (Гойдалки)‚ у якому серед іншого була пісенька про Жолібож (пол. Żoliborz) (район Варшави) — «Marymoncki Dżon» зі словами Кшиштофа Б'єня (пол. Krzysztof Bień). Платівка включає полонізований твір Пола МакКартні (англ. Paul McCartney) — Serce jak pies. Щоправда плитка вийшла дещо гірша за 2 минулі‚ у чому видавець звинуватив Elektryczne Gitary. Конфлінкти через це призвели до розірвання договору з Зіґ-Заком (Zig-Zac).
В 1996 році Електричні Гітари підписують контракт зі студією PolyGram — Mercury (актуально Universal Music Polska) і під її наставництвом видають платівку Chałtury. Ця платівка є записом двох концертів, які відбулися 2 вересня 1995 на площі Красінських (пол. Krasińskich) у Варшаві та 7 січня 1996 у варшавському клубі Riviera-Remont. Крім загальновідових хітів Електричних Гітар і Куби Сєнкєвича, на платівці з'являються два коври у версіях наживо — Jestem odpadem atomowym (укр. я є атомним відходом) з репертуару культового гурту Zacier і Celina Станіслава Сташевського, яку в іншій версії грав також гурт Kult. На платівці заграв уже саксофоніст Александер Корецький, котрий повернувся до гурту відразу після видання Гойдалок — на стало.
У 1997 році гурт видає аж дві платівки. Першою з них є студійний альбом Na krzywy ryj (укр. На криве рило), що містить такі пісні як Ona jest pedałem, Zdemolowane sklepy (обидві Пйотр Льойк), Piosenka dla działacza, чи заголовна композиція Na krzywy ryj. Однак для більшості слухачів ця платівка асоціюється з хітом Електричних Гітар, піснею Co ty tutaj robisz (укр. Що ти тут робиш). Великої популярності сягає теж пісня, яку не грали по радіо, Goń swego pawia. Платівка призводить до ренесансу популярності Електричних Гітар, а альбом чудово продається.
Відразу після прем'єри "Кривого Рила", рішення гурту, Електричні Гітари залишає Ярослав Копечь. Його заміняє Ле́он Падух(пол. Leon Paduch). Після цієї заміни склад гурту залишається незмінним. Наступним альбомом виданим у 1997 році була звукова доріжка до фільму Юліуша Махульського (пол. Juliusz Machulski) Кілер (пол. Kiler). Ця платівка містила пісні відомі з ранішого студійного альбому і дві нові пісні записані уже з новим барабанщиком — інструментальна Pomyłka і великий хіт Kiler, який нібито був записаний за п'ять хвилин. Платівка з музикою до Кілера була найкраще продаваним саундтреком до польської продукції в історії польської музики.
Співпраця поміж гуртом і Юліушом Махульським була настільки вдалою, що у 1999 Електричні Гітари записують звукову доріжку до наступної частини фільму, Kiler-ów 2-óch (укр. Кілер-ів 2-оє). Результатом цих праць були такі хіти гурту — Co powie Ryba, Nie jestem sobą і менш відомий Ja mam szczęście.
У 2000 році Електричні Гітари мають вже за собою 10 років діяльності, а на ринку з'являється двоплатівковий альбом Słodka maska (укр. Солодка маска). Перша платівка містить студійні записи (включаючи два невідомі ширшій публіці утвори Казімєжа Ґжесков'яка (пол. Kazimierz Grześkowiak)), натомість друга платівка була зареєстрована під час концертів, які відбулися 27 травня 2000 в Познані та 10 червня 2000 Щеціні. Промо-піснею була композиція Nowa Gwiazda, до котрої знято кліп. Він висміював реалії виборів в Польщі, а точніше дурість частини виборців. TVP (Польське телебачення) не хотіло показувати цього кліпу, що негативно вплинуло на продукцію платівки, котра мала прикрасити 10-річчя гурту. Промо-синглом була також пісня Napady зі словами Яцка Бояковського (пол. Jacka Bojakowskiego). Самі музики були не до кінця переконані щодо цього матеріалу, проте остаточно — після кількох переробок — вирішили опублікувати все.
У 2002 році Електричні Гітари втретє написали звукову доріжку до фільму. Цього разу це був комедійний фільм Яцка Бромського (пол. Jacek Bromski) Kariera Nikosia Dyzmy (укр. Кар'єра Нікося Дизми)) з Цезари Пазурою (пол. Cezary Pazura) у головній ролі. Платівку промувала композиція Doktor Dyzma. Музиканти переробили старі пісні гурту, але також створили кілька нових.
Вже у 2003 році гурт починає працювати над новим матеріалом. Також весь час грає дуже багато концертів по усій Польщі, на котрі, як згадує Куба Сенкевич, далі є великий попит. Однак небажання студії до видання нового альбому, попри суттєву кількість демо-матеріалів, доведе в кінці до розірвання умови з Юніверсалом.
Отож, 2006 року Електричні гітари, маючи вже приготовану платівку, записувану в 2005 і 2006, розривають умову з Universal Music Polska. Одночасно лишається підписаною умова з Warner Music Polska. 25 вересня 2006 появляється нова платівка під назвою Atomistyka (Атомістика), попереджена синглом Czasy średnie. Двома днями раніше у Варшаві, на Підзамчі, відбувається двогодинний концерт, ціллю якого була реклама нової платівки, з якого в Інтернеті з'являються пізніше відео на пісню Czasy średnie з коментарями від музикантів. Сама платівка вирізняється кліматом абсурду, а музичне виконання не є нічим новим для слухачів, хоча знову з'явилося соло на електричній гітарі. Авторами музики і слів були Куба Сенкевич, Пйотр Лоєк і Александер Корецький. В середині листопада з'являється нова промо-пісня, Kiedy mówisz człowiek, за якою знято кліп.
З весни 2007 гурт розпочинає наступний концертний сезон і вирушає на пленерні (на відкритому повітрі) виступи в Польщі.
Дискографію Електричних гітар доповнюють аж чотири збірки. Серед них є дві частини збірки найважливіших пісень Elektryczne Gitary з 1990—1997 років, Nie jestem z miasta — de best of та Sława — de best 2 видані Зіґ — Заком / BMG; збірка Gold 2000 складена переважно для закордонних слухачів (вона містила лише пісні, видані до 1995); а також платівка 2001 видана у циклі збірок польських зірок Niepokonani, що містила найбільші хіти гурту — в тому числі кілька в версіях на живо, вибрані з двох концертних альбомів і з кліпом Nowa Gwiazda.

## Дискографія

### Студійні альбоми
- 1992 — Wielka Radość (Zic-Zac)
- 1993 — A Ty Co (Zic-Zac)
- 1995 — Huśtawki (Zic-Zac)
- 1996 — Chałtury (PolyGram Polska)
- 1997 — Na Krzywy Ryj (PolyGram Polska)
- 1997 — Kiler (PolyGram Polska)
- 1999 — Kiler-ów 2-óch (PolyGram Polska)
- 2000 — Słodka Maska (Universal Music Polska)
- 2002 — Kariera Nikosia Dyzmy (Universal Music Polska)
- 2006 — Atomistyka (Warner Music Polska)
- 2009 — Antena (Polskie Radio / Warner Music Polska)
- 2010 — Historia (EMI Music Poland)

### Збірки
- 1997 - Nie jestem z miasta - de best of (Zic-Zac/BMG)
- 1998 - Sława - de best 2 (Zic- Zac/BMG)
- 2000 - Gold (Koch International)
- 2001 - Niepokonani - The Best Of (Universal Music Polska)
- 2007 – Gwiazdy XX Wieku (Sony BMG)

## Хіти
- Jestem z miasta 1991
- Włosy 1991
- Przewróciło się 1992
- Człowiek z liściem 1992
- Koniec 1992
- Dzieci 1993
- Dylematy 1993
- Wyszków tonie 1993
- Nie pij Piotrek 1993
- Serce jak pies 1995
- Co ty tutaj robisz 1997
- Ona jest pedałem 1997
- Kiler 1997
- Co powie Ryba 1999
- Ja mam szczęście 1999
- Nie jestem sobą 1999
- Napady 2000
- Doktor Dyzma 2002
- Czasy średnie 2006
- Kiedy mówisz człowiek 2006

## Музиканти

### Сучасний склад
1. Якуб Сенкевич (із 1990 дотепер) - спів, гітара
2. Пйотр Лоєк (із 1990 дотепер) - клавішні, гітара
3. Томаш Ґроховальський (із 1992 дотепер) - бас-гітара
4. Алєксандер Корецький (1991-го та з 1995 дотепер) - саксофон, флейта, ударні
5. Леон Падух (із 1997 дотепер) - ударні

### Колишні учасники
1. Рафал Квасневський (із 1990 до 1992) - гітара соло
2. Ярослав Копечь (із 1994 до 1997) - ударні
3. Роберт Врона (із 1991 до 1994) - ударні
4. Марек Канцлєж (із 1990 до 1991) - ударні